# Мартин Диас, Сильверия
Сильвериана «Сильверия» Мартин Диас (исп. Silveriana «Silveria» Martín Díaz; 20 июня 1910, Талавера-ла-Вьеха, Эстремадура — 11 сентября 2024, Вильянуэва-де-ла-Вера) — испанская супердолгожительница, чей возраст подтверждён Группой геронтологических исследований (GRG) и Группой LongeviQuest (LQ). С 19 августа 2024 года до своей смерти являлась старейшей жительницей Испании и была 7-й старейшей жительницей мира. Её возраст составлял 114 лет 83 дня.

## Биография
Родилась 20 июня 1910 года в городе Талавера-ла-Вьеха, Эстремадура, Испания.
Её супруга звали Хосе Арройо. У пары было пятеро детей: Пако, Ана Мария, Лео, Мария Андреа и Анастасио. После разрушительного наводнения 1963 года семья переехала из Талавера-ла-Вьеха и некоторое время проживала во Франции.
В возрасте 109 лет Мартин Диас перенесла операцию после перелома бедренной кости.
Проживала в Вильянуэва-де-ла-Вера, Эстремадура, Испания. Скончалась 11 сентября 2024 года в возрасте 114 лет.

## Рекорды долголетия
- 19 августа 2024 года, после смерти Марии Браньяс Мореры, стала старейшей живущей жительницей Испании и 9-й старейшей живущей жительницей мира.
- 26 августа 2024 года, посе смерти Хисако Сироиси, стала 8-й старейшей живущей жительницей мира.
- 27 августа 2024 года, после смерти Шарлотты Кречманн, стала 7-й старейшей живущей жительницей мира[10].